# Уджа, Фелекнас
Фелекнас Уджа (нем. Feleknas Uca; 17 сентября 1976, Целле) — немецко-езидовский политик, действующая в Германии и Турции; первая в мире курдянка — депутат Европейского парламента.

## Биография
Родилась 17 сентября 1976 года в Целле, Нижняя Саксония — Германия, в семье курдов-езидов из касты шейхов, иммигрировавших из Турции. Получила медицинское образование.
В возрасте 22 лет была избрана членом Европейского парламента от Партии демократического социализма, представляя затем её преемницу, партию Левых (1999—2009). Состояла в фракции Европейские объединённые левые/Лево-зелёные Севера, работала в Комитете Европарламента по вопросам культуры, образования и средств массовой информации.
В партии была членом Комиссии по правам женщин и равноправию. Была координатором по продвижению и сотрудничеству турецкой делегации, а также заместителем главы, против расизма и по делам мигрантов.
В 2012 году задержана в аэропорту Стамбула при попытке провезти партию витаминов В1 для курдских заключённых в турецких тюрьмах и депортирована в Германию. В 2014 году вернулась в Турцию, поселилась в Диярбакыре. В том же году избрана в турецкий парламент (Великое национальное собрание) от Диярбакыра по списку Демократической партии народов. Фелекнас Уджа и Али Аталан стали первыми езидами, избранными в Парламент Турции.